# 悪夢のドライブ
『悪夢のドライブ』（あくむのドライブ）は、幻冬舎から出版された木下半太の小説。または、これを原作としたテレビドラマ。

## あらすじ
売れない芸人・クマが運び屋のバイトを始めたことからはじまるトラブルコメディ小説。

## テレビドラマ
2012年4月28日から6月30日までBS朝日日曜未明 1:30 - 2:00（土曜深夜〈JST〉）のドラマインソムニア枠で放送された日本の連続テレビドラマ。主演は小澤亮太。

### キャスト
猫多 信男（ねこた のぶお／通称ネコ）〈24〉
演 - 小澤亮太
本作の主人公。元プロボクサー。父親の借金を返済するために今は高額報酬であるワケアリ専門の運び屋をしている。
熊川 達郎（くまかわ たつろう／通称クマ）〈24〉
演 - 中尾明慶
猫多の中学校時代の同級生で売れないお笑い芸人。鳴かず飛ばずの毎日を送っていたが、猫多と偶然再会し、運び屋の仕事に巻き込まれることに。アフロヘアーがトレードマーク。
猫多 桜（ねこた さくら）〈16〉
演 - 竹富聖花
猫多の妹。高校生。父親を騙した結婚詐欺師を目の敵にし、将来は一流のペテン師になって大金を稼ぎたいと夢見ている。
レイカ 〈35〉
演 - 森崎友紀
猫多兄弟の父親を騙した因縁の結婚詐欺師。現在はSM嬢。
夢野（ゆめの）〈29〉
演 - 塩谷瞬
石嶺とつながっており極流会事務所に出入りする汚職刑事。
星★竜二（ほし りゅうじ）〈45〉
演 - 渡洋史
往年のアクションスター。今はジュエリー中村の広告以外にあまり露出が無かったが、1億円あった借金の返済に目途がたったと報道される。
イーグル中村（イーグル なかむら）〈49〉
演 - マイケル富岡
宝石商。ジュエリー中村社長。時価2億円相当のダイヤが盗まれ騒動になっている。
山田 幸夫（やまだ ゆきお）〈51〉
演 - 螢雪次朗
通りすがりのタクシー運転手。
石嶺 静（いしみね しずか）〈45〉
演 - 金山一彦
極流会若頭。猫多に運び屋の仕事を依頼している。
磯崎（いそざき）〈42〉
演 - 木下ほうか
猫多兄弟をしつこく追いまわす借金取り。

### スタッフ
- 脚本 - 岡本貴也
- 演出 - 内田英治、杉田満
- 音楽プロデューサー - 諸橋邦行
- 音楽 - studio cappojitte
- 企画・総合プロデュース - 藤田秀和（ポニーキャニオン）、川端基夫（Thanks Lab.）、木村元子（DHE）
- プロデューサー - 岡田佳治（BS朝日）、熊谷伍朗（ポニーキャニオン）、高橋陵（Thanks Lab.）、佐々木博之（DHE）、三澤友貴（DHE）
- アソシエイトプロデューサー - 吉平将英（テレビ朝日）、石田菜穂子（テレビ朝日）、中村美絵（ポニーキャニオン）
- アシスタントプロデューサー - 本郷達也（DHE）
- 企画協力 - テレビ朝日
- 制作協力 - DHE
- 制作 - BS朝日、「悪夢のドライブ」製作委員会

### 主題歌
- LM.C「GAME of LIFE」（ポニーキャニオン）

### 放送日程
| 話数   | 放送日        | サブタイトル | 演出     |
| ------ | ------------- | ------------ | -------- |
| 第1話  | 2012年4月28日 | 再会         | 内田英治 |
| 第2話  | 2012年5月05日 | 変身         | 内田英治 |
| 第3話  | 2012年5月12日 | 侵入         | 杉田満   |
| 第4話  | 2012年5月19日 | 取引         |          |
| 第5話  | 2012年5月26日 | 照準         |          |
| 第6話  | 2012年6月09日 | 相方         |          |
| 第7話  | 2012年6月16日 | 奪回         |          |
| 第8話  | 2012年6月23日 | 反撃         |          |
| 最終話 | 2012年6月30日 | 出発         |          |

2012年6月2日は総集編を放送。

### 大入りエンタTV
- MC・ペリコ - アイラ
- 声の出演 - 磯村知美
- ドッグトレーナー - Ellie